# Jupiter Férétrien
Férétrien (en latin : Feretrius) est l'une des épiclèses du dieu romain Jupiter (Iuppiter Feretrius). Un temple lui est dédié à Rome sur le Capitole.
Jupiter Férétrien est invoqué dans cette capacité pour être témoin de la signature de contrats et de mariages. Un serment est prononcé appelant Jupiter à frapper à terre toute personne prêtant faussement serment.

## Étymologie
Dès l'Antiquité, plusieurs explications ont été avancées sur la signification de l'épithète Feretrius : selon l'une d'entre elles, elle serait dérivée de fero, feretrum, le cadre sur lequel les dépouilles opimes  étaient fixées. D'après Plutarque, ce terme proviendrait de ferire, un terme synonyme de ferre pacem, utilisé dans le sens de porter des coups dans la bataille, ou frapper un ennemi, et qui pourrait être rapproché du rituel fœdus ferire, lequel consistait en l'immolation d'un ennemi pour conclure un traité. Le silex du temple en serait la marque, et Jupiter Férétrien a été assimilé à Jupiter Lapis, utilisé pour les serments particulièrement solennels.
Une étymologie plus moderne fait remonter cette épithète à "fero", dans le sens de porter ou remporter, en particulier des richesses.

## Le temple de Jupiter Férétrien

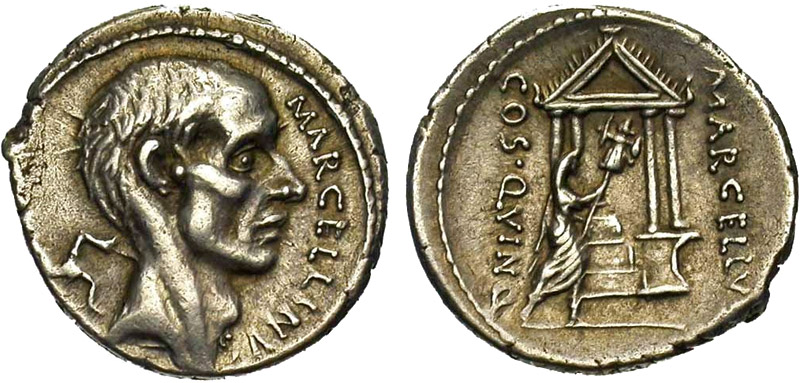
Denier de Publius Cornelius Lentulus Marcellinus, avec son portrait à l'avers et une représentation du temple de Jupiter Férétrien au revers.

Le temple de Jupiter Férétrien, censé avoir été le premier temple dédié à Jupiter construit à Rome, aurait été érigé par Romulus sur le Capitole et dédié à la commémoration de sa victoire sur Acron, roi des Céniniens, et à la conservation des dépouilles opimes qu'il y dépose à cette occasion.
Par la suite, d'autres dépouilles opimes sont déposées par deux fois dans ce temple. La première fois en 428 av. J.-C., par Aulus Cornelius Cossus à la suite de sa victoire sur Lars Tolumnius, roi de Véies, et la deuxième fois en 222 av. J.-C. par le consul Marcus Claudius Marcellus, qui a tué Viridomaros, chef des Gésates et des Insubres, lors de la bataille de Clastidium.
Un denier frappé par Publius Cornelius Lentulus Marcellinus au milieu du Ier siècle av. J.-C. représente Marcellus, le vainqueur de Viridomaros et de Syracuse, se tenant sur le haut stylobate d'un temple rectangulaire et tenant les dépouilles opimes dans sa main. Les colonnes supportent un entablement surmonté d'un fronton sans décor, représentant sans aucun doute la structure de ce temple avant Auguste, temple qui avait été négligé et qui avait même perdu son toit. Sur le conseil d'Atticus, Auguste le restaure, probablement vers 31 av. J.-C.
On ne trouve nulle mention d'une statue du dieu à l'intérieur de la cella, mais seulement la mention d'un sceptre et d'un silex, sans que l'on sache si cela ne se rapporte qu'au sanctuaire primitif.